# Карл II Август
Карл II Август Крістіан (нім. Karl II. August Christian; 29 жовтня 1746 — 1 квітня 1795) — пфальцграф Цвайбрюкен-Біркенфельдський в 1775—1795 роках.

## Життєпис
Походив з династії Пфальцьких Віттельсбахів, Біркенфельдської гілки. Старший син Фрідріха Міхаеля, пфальцграфа Цвайбрюкен-Біркенфельд-Бішвайлер, та Марії Франциски Зульцбахської. Народився 1746 року в Дюссельдорфі. Його викладачами були французький богослов П'єр де Салаберт та французький офіцер Агатон Гінемент де Кераліо.
1767 року після смерті батька успадкував Біркенфельд-Бішвайлер і графство Раппольштайн. 1774 року одружився з представницею династії Веттінів. 1775 року від свого стрийка Крістіана IV успадкував герцогство Пфальц-Цвейбрюккен-Біркенфельд, після чого повністю змінив адміністрацію попереднього правління і впровадив заходи жорсткої економії для стабілізації державних фінансів.
177 року у війні за баварську спадщину діяв на боці Пруссії. У 1779 році обрав своєю резиденцією Карлсберг (його розбудовував з 1778 року), де зібрав чудову колекцію живопису, що стала згодом основою Старої Пінакотеки в Мюнхені. У 1781 році допоміг відправити Королівський піхотний полк Ду-Понт (формувався в Пфальц-Цвайбрюккені) під командою графа Крістіана фон Цвайбрюккена у складі французької армії до Америки, де той брав участь у війні за незалежність Сполучених Штатів. У складі корпусу генерала Жана-Батиста де Рошамбо відзначився в битві за Йорктаун. 1784 року виступив проти спроб Австрії здійснити обмін Баварії на Австрійські Нідерланди.
З початком Війни першої коаліції проти Франції в 1792 році залишався в своїх володіннях, зберігаючи нейтралітет, але після страти 21 січня 1793 року короля Людовика XVI Національний Конвент виніс рішення заарештувати Карла II Августа і доправити для суду в Париж. 9 лютого пфальцграф був попереджений листоношею Николаусом Пфайффера і в той же день втік через Кайзерслаутерн до Маннгайму, де помер 1795 року. Його володіння успадкував молодший брат Максиміліан Йосиф.

## Родина
Дружина — Марія Амалія, донька Фрідріха Кристіана Веттіна, курфюрста Саксонії
Діти:
- Карл Август Фрідріх (1776—1784)